# 니시우스키군

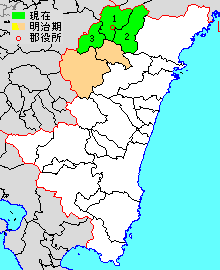
니시우스키 군의 위치

니시우스키군(일본어: 西臼杵郡)은 일본 미야자키현의 군이다.
인구 16,499명, 면적 686.94km², 인구밀도 24명/km².(2025년 5월 1일, 추계인구)
이하 3정으로 구성된다.
- 고카세정(五ヶ瀬町)
- 다카치호정(高千穂町)
- 히노카게정(日之影町)